# Attack of the Attacking Things
Attack of the Attacking Things es el álbum de estudio debut de la rapera estadounidense Jean Grae. Fue grabado en Da Crib of Hitz, HAH y Project Heat Studios en la ciudad de Nueva York.

## Recepción crítica
Del F. Cowie de Exclaim! escribió que "este lanzamiento complejo y gratificante demuestra que [Grae] es un gran maestro de ceremonias, punto". Nathan Rabin de The A.V. Club lo llamó un "debut auspicioso e intransigente" y elogió su "profundidad y sustancia", al tiempo que elogió a Grae por "usar su posición de outsider para hacer una crítica exhaustiva de la misoginia y el materialismo del hip-hop". Harry Allen de The Village Voice observó una "sensación artesanal sin pulir" y escribió "lo que le falta en llama y brillo, sin embargo, Attack lo compensa con el poder determinado y singular de una visión personal convincente; algo que falta con demasiada frecuencia en el hip-hop contemporáneo que Black a la gente se le paga mucho para que lo haga". Robert Christgau, del periódico, otorgó al álbum una mención de honor de una estrella, indicando "un esfuerzo digno que los consumidores en sintonía con su estética primordial o su visión individual bien puedan gustar". Citó "God's Gift" y "Live-4-U" como aspectos destacados y bromeó: "Accesorios tanto para The Stylistics como para **NSync: me gusta eso en un rapero undie".

## Lista de canciones
| #  | Título                         | Productor(es)  |
| -- | ------------------------------ | -------------- |
| 1  | "Intro" (Interlude)            |                |
| 2  | "What Would I Do"              | Mr. Len        |
| 3  | "Gods Gift"                    | Masta Ace      |
| 4  | "Block Party" (con Apani B)    | Nasain Nahmeen |
| 5  | "No Doubt" (con Block McCloud) | Nasain Nahmeen |
| 6  | "Skit (Bubblin')" (Interlude)  |                |
| 7  | "Thank Ya!"                    | Nasain Nahmeen |
| 8  | "Lovesong"                     | Da Beatminerz  |
| 9  | "Get It"                       | Nasain Nahmeen |
| 10 | "Knock"                        | Mr. Len        |
| 11 | "Live 4 U"                     | Ev Price       |
| 12 | "Fadeout"                      | Koichiro       |